# پرچم ایرلند شمالی
پرچم ایرلند شمالی به صورت رسمی، تنها پرچم یونیون جک یعنی همان پرچم بریتانیا است. هیچ پرچم محلی رسمی‌ای وجود ندارد که فقط، نماینده ایرلند شمالی باشد. برافراشتن پرچم‌های مختلف در ایرلند شمالی، یک مسئله فرقه‌ای مهم است و جوامع مختلف با پرچم‌های مختلف شناسایی می‌شوند.
پرچم اولستر، از سال ۱۹۵۳ توسط دولت ایرلند شمالی استفاده می‌شد؛ تا زمانی که دولت و پارلمان، در سال ۱۹۷۳، لغو شدند. این پرچم، از آن زمان تاکنون، دیگر رسمیت ندارد. با این حال، هنوز هم به عنوان پرچم ایرلند شمالی توسط وفاداران و اتحادیه‌گرایان و برای نمایندگی ایرلند شمالی در سطح بین‌المللی، در برخی مسابقات ورزشی مانند بازی‌های کشورهای مشترک‌المنافع، استفاده می‌شود.